# Carlos Arniches

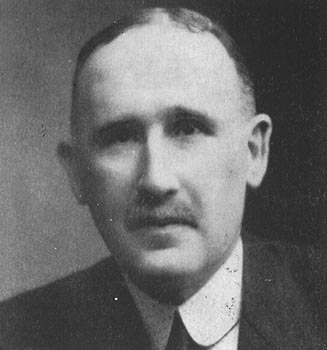
Carlos Arniches y Barrera

El tío de Alcalá (zarzuela, 1906).

Carlos Arniches y Barrera (* 11. Oktober 1866 in Alicante; † 16. April 1943 in Madrid) war ein spanischer Bühnenautor und Schriftsteller. Arniches war ein Autor von Schwänken und Komödien und gilt als ein wichtiger Vertreter des Kurzdramas der spanischen Literatur des 20. Jahrhunderts.

## Leben
Arniche wuchs in Alicante auf, wo er auch die Schule besuchte. Mit 14 Jahren verließ er sein Elternhaus und ging nach Barcelona, wo er mit einer Aushilfsstelle bei einer Bank begann, anschließend in einer Nähmaschinenfabrik arbeitete. 1885 ermöglichte ihm eine begüterte Tante den Umzug nach Madrid, wo sie ihn finanziell unterstützte, allerdings bald nach Valencia verzog und Arniche wieder sich selbst überließ. Finanzielle Not zwang ihn nach Barcelona zurückzugehen, wo er unter anderem bei der Tageszeitung La Vanguardia kleine Artikel und Kurzgeschichten platzieren konnte. Zufällig wurde die spanische Königin auf ein dort von ihm veröffentlichtes Werk aufmerksam, nämlich ein Reimalphabet auf der Basis von Ereignissen aus dem Leben von Alfons XII. und dessen jungem Sohn und Erben Alfons XIII. gewidmet, und ordnete an, dass dieses in allen spanischen Schulen Verwendung finden solle. Damit war Arniches finanziell in der Lage, wieder nach Madrid zurückzukehren; dieses Mal für immer.
Seinen ersten Einakter – Ortografía – schrieb Arniche 1888 zusammen mit Gonzalo Cantó; er wurde im selben Jahr am Madrider Teatro Eslava uraufgeführt. 

Typisch für ihn waren diese frühen komödiantischen Einakter, traditionelle Entremés im Stil der Zarzuela, mit kurzen, prägnanten Dialogszenen aus dem Madrider Volksleben, die wegen ihrer realistischen Sprache und der sorgfältigen Charakterisierung sowie einer humoristischen beziehungsweise satirischen Behandlung aktueller Themen überaus populär waren. Seitdem werden die Personen seines Theaters stets in einer affektierten und kurz angebundenen Art sprechend gespielt, obwohl es die Intention des Autors war, den derben Madrider Pöbel zu karikieren.
Insgesamt schrieb Arniches  mehr als 200 Stücke, viele von ihnen mit Co-Autoren. Er sammelte einige seiner Schwänke in Das authentische Madrid und schuf ein neues Genre, das er tragedia grotesco (Groteske Farce) nannte; in seinen eigenen Worten strebte er danach, „den freigiebigen Charakter des Volkes zu stimulieren und es von schlechten Instinkten anzuwidern, nichts weiter“. Das betonen vor allem die Werke Er ist mein Mann, eine Satire des Machismo; Die Dame von Trevélez, in der er die spießbürgerliche Jugend kritisiert, müßig und unbekümmert und die Gefühle der anderen mit ihren gehässigen Witzen ignorierend; Don Quintín der Herbe, Das Verlagshaus, Der Heilige der Isidra, Die Geister, Der Freund Melquiades.
Arniches arbeitete auch als Librettist für die Komponisten Ruperto Chapí y Lorente, Federico Chueca und Emilio Serrano und wurde Mitglied der königlichen Akademie der Sprache.

## Verfilmungen
- 1942: Así se quiere en Jalisco
- 1951: Die Tochter der Lüge (La hija del engano) – nach dem Roman Don Quintín, el amargao
- 1956: Hauptstraße (Calle mayor)